# ТЕС Табарджал
30°27′18″ пн. ш. 38°12′50″ сх. д. / 30.45500° пн. ш. 38.21389° сх. д.
ТЕС Табарджал — теплова електростанція на півночі Саудівської Аравії.
Віддалені від основних індустріальних центрів саудійські поселення традиційно забезпечували електроенергією за рахунок теплових електростанцій на нафтопродуктах, які працювали у ізольованому від енергосистеми країни режимі. До таких, зокрема, відноситься ТЕС Табарджал, що має встановлені на роботу у відкритому циклі газові турбіни.
Станом на 2004 рік станція використовувала чотири турбіни загальною потужністю 67 МВт, а станом на 2014-й за нею рахувались вже лише дві турбіни з показниками по 26,4 МВт.
В 2016-му майданчик підсилили двома газовими турбінами на мобільних платформах від General Electric типу TM2500 потужністю по 25 МВт. Втім, як показують дані геоінформаційних систем, в 2018-му ці турбіни були полишили ТЕС Табарджал.
Як паливо станція використовує нафтопродукти. 